# Mitra Hejazipour
Mitra Hejazipour (en persa: میترا حجازیپور) (Mashhad, 19 de febrero de 1993) es una ajedrecista iraní nacionalizada francesa que ostenta el título de Gran Maestra Femenina.

## Carrera
En 2003 ganó la medalla de plata en el Campeonato Mundial Femenino Sub-10. En 2012 se impuso vencedora en el Campeonato Femenino de Ajedrez de Irán en 2012. Fue subcampeona en 2013 y en 2014. Compitió en el Campeonato Mundial Femenino de Ajedrez 2015, donde fue eliminada por la sueca Pia Cramling en primera ronda.
Hejazipour ganó el Campeonato Continental Femenino de Asia 2015 en Al Ain (Emiratos Árabes Unidos). Gracias a este logro, obtuvo el título de Gran Maestra Femenina y se clasificó para el siguiente Campeonato Mundial Femenino eliminatorio.
Desde 2008 juega con el equipo iraní en las Olimpiadas Femeninas de Ajedrez. Fue despedida del equipo nacional iraní en 2020 por «quitarse el pañuelo (hiyab) durante el Campeonato Mundial de Ajedrez Rápido y Blitz de Moscú». Hejazipour dijo que suponía una «limitación, no una protección, como afirma la propaganda oficial del régimen».
En 2021, comenzó a representar a Francia, donde ya residía. En marzo de 2023, adquirió la nacionalidad francesa. En 2023, se proclamó campeona de Francia femenina.